# Marty Turco
Marty Vincent Turco (né le 13 août 1975 à Sault-Sainte-Marie en Ontario au Canada) est un gardien de but professionnel de hockey sur glace.

## Carrière
Marty Turco a commencé sa carrière de joueur de hockey au championnat universitaire, en jouant pour l'Université du Michigan pour les Michigan Wolverines en 1994-1995.
En début de la même année, il a été choisi par les Stars de Dallas de la Ligue nationale de hockey, au repêchage d'entrée, en tant que 124e choix, en (cinquième ronde).
Il a terminé ses études avant de commencer dans la LNH et, au cours des quatre saisons qui ont suivi, il a remporté divers trophées : meilleure recrue en 1995, sélection dans la première équipe d'étoiles, en 1997 et meilleur joueur du tournoi final, en 1998.
Après avoir obtenu son diplôme, Marty a rejoint l'équipe affiliée à la franchise de  Dallas, les K-Wings du Michigan de la Ligue internationale de hockey. Au cours de la première saison, il a remporté le trophée Garry-F.-Longman remis à la meilleure recrue de la Ligue. Après deux saisons passées dans la LIH, il eut l'occasion de rejoindre la LNH à titre de remplaçant de Ed Belfour. Au cours de la 2000-2001, il a gagné le trophée Roger-Crozier.
En 2002, les Stars ont choisi Turco comme gardien titulaire et Belfour a rejoint les Maple Leafs de Toronto. À nouveau, Turco a remporté le trophée Roger-Crozier avec la meilleure moyenne de buts alloués et a été sélectionné pour participer au 53e Match des étoiles de la LNH. Il a terminé la saison derrière Martin Brodeur pour le trophée Vézina du meilleur gardien de la saison.
Les Stars furent éliminés, en demi-finale de conférence des séries éliminatoires de la Coupe Stanley, par les Mighty Ducks d'Anaheim.
La saison suivante, il a maintenu ses bonnes performances et a été sélectionné dans l'alignement de départ du 54e Match des étoiles.
Le 2 août 2010, il signe un contrat d'une saison avec les Blackhawks de Chicago.
Le 5 mars 2012, il signe une entente valide pour le reste de la saison 2011-2012 afin de remplacer le gardien de but auxiliaire Tuukka Rask des Bruins de Boston qui s'est blessé à l'aine et à l'abdomen dans un match face aux Islanders de New York.

## Statistiques
| Saison     | Équipe                 | Ligue      |     | Saison régulière | Saison régulière | Saison régulière | Saison régulière | Saison régulière | Saison régulière | Saison régulière | Saison régulière | Saison régulière | Saison régulière |    | Séries éliminatoires | Séries éliminatoires | Séries éliminatoires | Séries éliminatoires | Séries éliminatoires | Séries éliminatoires | Séries éliminatoires | Séries éliminatoires | Séries éliminatoires |
| Saison     | Équipe                 | Ligue      | PJ  | V                | D                | Pr/N             | Min              | BC               | Moy              | % Arr            | Bl               | Pun              | PJ               | V  | D                    | Min                  | BC                   | Moy                  | % Arr                | Bl                   | Pun                  |                      |                      |
| 1994-1995  | Wolverines du Michigan | NCAA       | 37  | 27               | 7                | 1                | 2 063            | 95               | 2,76             | -                | 1                |                  | -                | -  | -                    | -                    | -                    | -                    | -                    | -                    | -                    |                      |                      |
| 1995-1996  | Wolverines du Michigan | NCAA       | 42  | 34               | 7                | 1                | 2 335            | 84               | 2,16             | -                | 5                |                  | -                | -  | -                    | -                    | -                    | -                    | -                    | -                    | -                    |                      |                      |
| 1996-1997  | Wolverines du Michigan | NCAA       | 41  | 33               | 4                | 4                | 2 296            | 87               | 2,27             | 89,3             | 4                |                  | -                | -  | -                    | -                    | -                    | -                    | -                    | -                    | -                    |                      |                      |
| 1997-1998  | Wolverines du Michigan | NCAA       | 45  | 33               | 10               | 1                | 2 639            | 95               | 2,16             | 88,7             | 4                |                  | -                | -  | -                    | -                    | -                    | -                    | -                    | -                    | -                    |                      |                      |
| 1998-1999  | K-Wings du Michigan    | LIH        | 54  | 24               | 17               | 10               | 3 127            | 136              | 2,61             | 89,9             | 1                |                  | 5                | 2  | 3                    | 300                  | 14                   | 2,80                 | -                    | 0                    |                      |                      |                      |
| 1999-2000  | K-Wings du Michigan    | LIH        | 60  | 23               | 27               | 7                | 3 399            | 139              | 2,45             | 90,1             | 7                |                  | -                | -  | -                    | -                    | -                    | -                    | -                    | -                    | -                    |                      |                      |
| 2000-2001  | Stars de Dallas        | LNH        | 26  | 13               | 6                | 1                | 1 266            | 40               | 1,9              | 92,5             | 3                |                  | -                | -  | -                    | -                    | -                    | -                    | -                    | -                    | -                    |                      |                      |
| 2001-2002  | Stars de Dallas        | LNH        | 31  | 15               | 6                | 2                | 1 519            | 53               | 2,09             | 92,1             | 2                |                  | -                | -  | -                    | -                    | -                    | -                    | -                    | -                    | -                    |                      |                      |
| 2002-2003  | Stars de Dallas        | LNH        | 55  | 31               | 10               | 10               | 3 203            | 92               | 1,72             | 93,2             | 7                |                  | 12               | 6  | 6                    | 798                  | 25                   | 1,87                 | 91,9                 | 0                    |                      |                      |                      |
| 2003-2004  | Stars de Dallas        | LNH        | 73  | 37               | 21               | 13               | 4 359            | 144              | 1,98             | 91,3             | 9                |                  | 5                | 1  | 4                    | 325                  | 18                   | 3,32                 | 84,9                 | 0                    |                      |                      |                      |
| 2004-2005  | Djurgårdens IF         | Elitserien | 6   | -                | -                | -                | 356              | 12               | 2,02             | 93,2             | 1                |                  | -                | -  | -                    | -                    | -                    | -                    | -                    | -                    | -                    |                      |                      |
| 2005-2006  | Stars de Dallas        | LNH        | 68  | 41               | 19               | 5                | 3 910            | 166              | 2,55             | 89,8             | 3                |                  | 5                | 1  | 4                    | 319                  | 18                   | 3,38                 | 86,8                 | 0                    |                      |                      |                      |
| 2006-2007  | Stars de Dallas        | LNH        | 67  | 38               | 20               | 5                | 3 763            | 140              | 2,23             | 91               | 6                |                  | 7                | 3  | 4                    | 509                  | 11                   | 1,30                 | 95,2                 | 3                    |                      |                      |                      |
| 2007-2008  | Stars de Dallas        | LNH        | 62  | 32               | 21               | 6                | 3 629            | 140              | 2,32             | 90,9             | 3                |                  | 18               | 10 | 8                    | 1152                 | 40                   | 2,08                 | 92,2                 | 1                    |                      |                      |                      |
| 2008-2009  | Stars de Dallas        | LNH        | 74  | 33               | 31               | 10               | 4 327            | 203              | 2,81             | 89,8             | 3                |                  | -                | -  | -                    | -                    | -                    | -                    | -                    | -                    | -                    |                      |                      |
| 2009-2010  | Stars de Dallas        | LNH        | 53  | 22               | 20               | 11               | 3 088            | 140              | 2,72             | 91,3             | 4                |                  | -                | -  | -                    | -                    | -                    | -                    | -                    | -                    | -                    |                      |                      |
| 2010-2011  | Blackhawks de Chicago  | LNH        | 29  | 11               | 11               | 3                | 1 631            | 82               | 3,02             | 89,7             | 1                |                  | -                | -  | -                    | -                    | -                    | -                    | -                    | -                    | -                    |                      |                      |
| 2011-2012  | EC Red Bull Salzbourg  | EBEL       | 4   | 0                | 0                | 0                | 250              | 12               | 2,88             | 92,8             | 0                |                  | -                | -  | -                    | -                    | -                    | -                    | -                    | -                    | -                    |                      |                      |
| 2011-2012  | Bruins de Boston       | LNH        | 5   | 2                | 2                | 0                | 261              | 16               | 3,68             | 85,5             | 0                |                  | -                | -  | -                    | -                    | -                    | -                    | -                    | -                    | -                    |                      |                      |
| Totaux LNH | Totaux LNH             | Totaux LNH | 543 | 275              | 167              | 66               | 30 955           | 1 216            | 2,36             | 91               | 41               |                  | 47               | 21 | 26                   | 3 103                | 112                  | 2,21                 | 91,4                 | 4                    |                      |                      |                      |

## Carrière internationale
Il a représenté le Canada aux Jeux Olympiques de 2006 à Turin en Italie.

## Trophées et honneurs personnels
Il a reçu le trophée Roger-Crozier en tant que gardien ayant conservé le meilleur taux d'arrêts (avec un minimum de 25 parties jouées) en 2001 et 2003.
Il a également été nommé meilleur joueur de la semaine du 4 au 15 octobre 2006.